# HJT-16 (航空機)
HJT-16 キラン
HAL Kiran MkII U2469 of the Surya Kiran
- 用途：中等練習機
- 製造者：ヒンドスタン航空機
- 運用者：インド空軍、インド海軍、ミャンマー空軍
- 初飛行：1964年9月4日
- 生産数：190機
- 運用開始：1968年
- 運用状況：現用中

HJT-16は、インドのヒンドスタン航空機が開発したジェット中等練習機。愛称はキラン（光線を意味するサンスクリット語）。1964年9月4日に初飛行した。

## 概要
インドが初めて自力で設計開発したジェット機。空軍の要求により1961年4月から設計作業が始められ、超音速戦闘機HF-24 マルートと時期が重なったため試験が遅延するなどの障害を乗り越えて、1964年9月4日に初飛行にこぎつけた。
主翼は低翼配置の直線翼、並列複座。胴体後尾にイギリス製パイパーエンジン1基を装備し、エアインテークは主翼前縁に近い胴体側面にある。イギリスのジェット練習機ジェットプロボストと同様の配置である。
外形・性能共に平凡な仕上がりだが、初めての自国開発ジェット機ということでインドにとっては記念碑的な機体であり、1970年に大阪で開かれた日本万国博覧会のインド館にも展示されていた。
最初の開発型Mk.1のほか、のちに翼にハードポイントを追加した軽攻撃機兼用型のMk.1Aが生産された。さらに、ハードポイントを増加させ7.62 mm機銃を内蔵し、より大出力なオーフュースにエンジンを換装した高等練習機型のMk.2も派生している。Mk.2の後継としては英ホーク練習機が採用され、中等練習任務においてはインド国産の後継機HJT-36 シターラの導入が開始されているため、本機は順次退役する予定になっている。
開発国のインドのほかに、ミャンマーに中古の機体が輸出された（後述）。

## 採用国
- インド
  - 空軍 - 2024年時点で、86機のMk.1/1A、41機のMk.2を保有[1]。
  - 海軍航空隊
- ミャンマー
  - 空軍 - 2015年にナガランド州の反乱鎮圧においてミャンマー軍がインド軍に協力した謝礼として、6機が贈与された[2]。

## スペック
（Mk.1）
- 全幅： 10.70 m
- 全長： 10.60 m
- 全高： 3.63 m
- 翼面積： 19 m2
- 自重： 2,695 kg
- 総重量： 3,540 kg
- エンジン： パイパー11（推力 1,130 kg） 1 基
- 最大速度： 420 kt
- 実用上昇限度： 12,800 m
- 航続距離： 1,400 km
- 乗員： 2 名